# WOLF'S RAIN
『WOLF'S RAIN』（ウルフズ・レイン）は、BONES制作のテレビアニメ及び漫画作品。前者は2003年1月から同年7月までフジテレビ系列の一部で放送された。途中で総集編4話が挿入され、ストーリーが完結せずに放送が終了した。残りの4話は2004年1月から2月にOVAとして、DVDの第9巻・第10巻やDVD-BOXに収録されている。

## ストーリー
200年以上も昔に絶滅したと言われる伝説の獣・狼。しかし、実は狼は時折その姿を人へと変え、人間たちの目を騙しながら、密かに生き延びていた。
そんな狼の若者の1人であるキバは、狼を狼だけに許された世界・“楽園”へと導くという“月の花”の匂いを追い求めていた。
そんな中で、ツメ、ヒゲ、トオボエら狼の仲間達、そして楽園一面に咲き乱れると言われる“月の花”より貴族が作り出した“花の少女･チェザ”と出会い、キバは彼らと共に荒廃した世界を舞台へと、長く過酷な旅に出る。
一方、チェザの研究に没頭する余り私生活を捨て夫の元を去るシェール。それを追う元夫のハブ。かつて家族を惨殺された記憶を持ち狼に復讐を誓うクエント元保安官。そして、チェザを執拗に付け狙い”楽園”への鍵を渇望する謎の貴族ダルシア三世。
彼らもまたそれぞれの思惑の元、キバたちと同じ終着点を目指し、交錯していく。

## 登場人物

### 主要人物
キバ
声 - 宮野真守
本作の主人公。狼の本能で楽園を目指す白い狼。人間の姿になった時はボサッとした黒髪と青瞳を持つ。服は、白いシャツに黒のフライトジャケット、青のジーンズ、スニーカーを身に着け、袖は肘当たりまで捲ってある。今まで群れをなさず、人間の姿にもならず生きてきたが、ヒゲとの出会いで一時的に人間の姿になって人間を惑わすことを覚える。直感で行動する事が多い。幼い頃に月の花が咲き乱れる土地に群れて暮らしていたが、人間にそこを焼き払われ唯一生き残った過去がある。その後、人間に拾われ少しの間飼われていた。自分にはもう群れも無い、帰る場所も無い、という絶望にも似た想いから楽園を目指す。チェザとは他の3匹よりも仲が良い模様。
ツメ
声 - 三宅健太
胸に傷のある灰色狼。人間の姿になった時は灰色の髪に金瞳を持つ。ぴっちりとした肩と腹の出る形の黒いレザーのような服を着て、金のピアスを着けている。狼ゆえのずば抜けた身体能力を利用して人間のフリをして窃盗団のリーダーになって生活していたが、手下の裏切りに遭ってしまう。貴族を嫌っているため、当初はチェザに不信感を持っていた。胸にある傷は昔の仲間に付けられたもの。戦闘能力は極めて高く、人間の姿の時はナックラーに刃物がついたような武器を使っている模様。狼の姿の時にも爪を使った攻撃を使う。転落死させてしまったゲルと重なったためか、トオボエに思い入れがある。仲間の狼の中では一番大人であるが、素直になれず喧嘩早い一面もある。
ヒゲ
声 - 陶山章央
敏感な嗅覚を持つ狼。毛はこげ茶で体毛が多く太ってみえる。「Χ」と刻まれた首輪をしている。人間の姿になった時は明るい茶色の髪。肩に黒いスジが入り袖が灰色の黄色いパーカーとややだぼっとしたズボンを穿いている。あちこち気ままに放浪していた所を貴族に捕らわれているキバに出会い、面白そうだからという理由で楽園を目指す旅に同行する。飄々とした雰囲気を持っている。小太りで食べ物には目がない。元々は群れで行動していた模様。基本的には女好きだが、吹雪の中、女性と子供は休ませるようキバに仕向けるなど、頼れる一面も見せる。
トオボエ
声 - 下和田裕貴
茶色の狼。4匹の中で最も幼く、カラスにも馬鹿にされるほど気弱で怖がり屋。人間の姿になった時は赤茶色の上着に緑のズボンを穿いている。狼の時と同じく右腕（右前足）に腕輪を嵌めている。長い間人間に飼われていたが、飼い主と死に別れたため生活に困っていた。飼われていた時に付けられた腕輪をずっとしている。好んで遠吠えをするが肝心な時に遠吠えを忘れてしまうなど、まだ幼い面を見せる。口癖は、主に「今準備してるんだよ!」。
チェザ
声 - 小笠原亜里沙
オーカム（声 - 沢りつお）のラボで研究材料にされていた少女。その正体はダルシア一世が錬金術で月の花から生み出した人間・花の少女。一人称は「これ」。薄い桃色の髪と深紅の瞳が特徴。金の輪を首と手首に嵌めている。狼を特別に惹き付ける力がある。ダルシアにラボから連れ去られた後、飛行機から逃亡しキバ達に出会う。食事はせず、水を飲み日光を浴びる事を必要とする。花なので長い間、水や日光を浴びないと枯れてしまう。水が足りないと茶色の脈状の筋が首や顔に浮き、苦しそうにする。植物と話が出来るらしい。
ハブ・リボウスキー
声 - 宮本充
オーカムの傘下の警察官で、シェールの元夫。クエントを捕まえた事から徐々に狼を取り巻く謎に巻き込まれていき、シェールがチェザを探しに旅立った事をきっかけに警察官を辞め、クエントと共にシェールを追う旅に出る。離婚したシェールとはまだ気があるためか度々連絡をとっている。
シェール・ドゥグレ
声 - 幸田夏穂
オーカムのラボでチェザの研究をしていた女性科学者。月の書を持っており、チェザの研究にのめり込むうちに狼を取り巻く謎に巻き込まれていく。ハブとは夫婦であったが、お互いの距離が次第に離れたため離婚した。
クエント・ヤイデン
声 - 石塚運昇
狼の抹殺を目的として放浪している元保安官で、ブルーの飼い主である男性。家族を狼に惨殺されたと信じているため、復讐のために全ての狼を殺す事を誓っている。アルコール中毒者でウォッカやウィスキーなどを常に持ち歩いて浴びるように飲んでいる。メタルジャケット弾を使用するハンティングライフルを携行している。
ブルー
声 - 浅野まゆみ
クエントと一緒に狼抹殺の旅をしていた雌の狼犬。人間の姿になった時は赤いスカーフと黒いコートの青瞳の女性。チェザとの偶然の接触で、狼の血に目覚めたためクエントから離れる。自分が何者か知るべくキバ達の旅に同行する。しかし、クエントを嫌いになった訳ではなく、離れている間も「親父さん」とクエントを想う。旅が進むにつれ、ヒゲに魅かれてゆく。戦闘力も比較的高く、他の狼にひけをとらない。
ダルシア三世
声 - 黒田崇矢
没落した貴族の男性。チェザについて熟知している。普段左目に眼帯をしているが、そこには狼の目が隠されている。恋人のハモナが楽園病になったことから楽園を目指している。

### その他の人物
ハモナ
声 - 坂本真綾
ダルシアの恋人。楽園病にかかり深い眠りについていたが、ジャガラ侵攻の際に命を落とす。ジャガラの双子の妹。
ジャガラ
声 - 田中敦子
貴族の女性。各地のドームを破壊できる程の大きな軍隊を持ち、狼専用の特殊部隊を使い狼を捕獲している。侍従（声 - 志村知幸）がいる。貴族のみの楽園を開く「月光炉」を持つ。ハモナの双子の姉。妹と同じ男「ダルシア三世」に恋をし破れたため、狼を駆逐する侵攻の際、妹を殺害する。
ダルシア一世
声 - 若本規夫
ダルシア家の始祖。200年前に「滅びの日」を提唱した。
ゲル
声 - 赤石広樹
ツメがリーダーをしていた窃盗団のメンバーの少年。逃走路である高所のパイプから足を滑らせツメに助けられそうになるも、掴まれた左腕に狼に噛みつかれているイメージを見て驚愕しツメの手を振り解き（もしくはツメの方がその表情に驚いた為手を離してしまい）転落死してしまう。第3話でトオボエがパイプから滑落しそうになるシーンでも全く同じシークエンスで展開され、その差異が印象付けられる演出となっている。
チェン
声 - 堀越省之助
ツメがリーダーをしていた窃盗団のメンバーの少年。赤のヘルメットを被っている。
セド
声 - 尾形雅宏
ツメがリーダーをしていた窃盗団のメンバーの少年。メガネ型のゴーグルを掛けている。
ミュウ
声 - 稲村優奈
カラカルの少女。キバが永遠の園へ迷い込んだ際に現れた。キバに対して好意的に接しこの場に留まるよう誘うが、その正体はかつて巨大な毒草の餌食になった魂であり現世での記憶をほぼ失った状態（人格や理性はある）。事実上疑似餌のような役割を担っている。後に長老（声 - 槐柳二）によってキバの魂が戻された際には涙ながらに別れを言い彼を現世に帰した。
レアラ
声 - 仙台エリ
ニット帽を被っている優しい少女。父親（声 - 仲野裕）と一緒にドームに住んでいる。空腹だったトオボエにソーセージを与える。これに恩義を感じたトオボエは彼女に近づこうとするが、幼さゆえの失敗で彼女の飼っている鷹を殺してしまう。その結果に驚いたトオボエが意図せずに狼の姿を現してしまい、レアラにショックを与えてしまう。
ネーゼ
声 - 川田妙子
ダルシアに仕える女性。ひたすらダルシアに従っていたが、ジャガラ侵攻の際に扉に磔にされていた。その後、空中艇の撃ったビームの爆発に巻き込まれてしまい、生死不明である。
ザリ
声 - 楠見尚己
人間の街に住む狼の群れを統率するリーダー。人間時の姿は中年の男性。左頬に大きな切り傷がある。かつて楽園を目指していた。
コール
声 - 湯屋敦子
ザリの元で暮らす女狼。狼時の姿は描写されていない。ヒゲに食糧を与える。
モス
声 - 後藤敦
ザリに従う狼。よそ者であるキバらを排除しようとしないザリの方針に不満を感じ、仲間とともに彼を見限る。
ハス
声 - 入野自由
断崖絶壁にある空中都市の少年。チェザを追ってきた奪還隊隊員に対して盗みを働き、負傷した所をクエントから手当を受ける。終始無口であった。
イーク
声 - 小野坂昌也
移動民族の男。トオボエを狼狩り部隊と勘違いして襲いかかる。彼の属する民族はインディアンのような風俗をしており、動物を崇める風習がある。
ティア
コミック版にて登場した森林地帯にある集落の少女。アニメ版におけるレアラの立場にあり、最終話にも登場している。

## 用語
狼
200年以上昔に絶滅したとされる伝説上の生き物。しかし、実際は特殊能力を使って人間になりすまし（「特殊能力」というのは狼を人間の姿に見せる視覚効果のようなものであり、大抵の人間には人間の姿で見えるが、一部の人間や動物には狼の姿で見える）、人間社会に溶け込んで生きている。そのため、作中では相当数が生存している。楽園を目指せる唯一の存在。月光により、治癒能力を高めることができる。
楽園
この世のどこかにあるとされる伝説の場所。かつて人間文明が滅びた時には、狼はそこで住んでいたらしい。そこには、月の花が一面に咲き乱れ、不安が一切ないとされるが、実際に辿り着いた者もそこから帰ってきた者も誰一人としていない、と言い伝えられている。最終話で楽園の意義が明らかとなる。
月の花
月光を浴びて咲く花。楽園にはそれが一面に咲き乱れている。月の花の香りは楽園の在り処を示すという。チェザは、この花から生み出された。かつては至る所に咲いていたようだが、人間の文明発達にともない、絶滅したらしい。葉や花の形状は月下美人に似ている。
ハナビト
声 - 来宮良子
貴族が研究していた月の花から高度な技術を用いて人工的に創りだされた人間。複数体が研究されていたようだが、チェザを除いて失敗した模様。作中には、ハナビトの生き残りが登場している。
月の書
旧世紀に狼や楽園、月の花などについて書かれた書物。元はシェールが持っていたもので後にハブに託された。色々な不思議を持った本で最終話にも伏線のような形で登場している。なお、表紙及び内容にはキリル文字が使用されている。
貴族
文明が崩壊した後に国家や政府に代わった自治組織。ドームなどに住む一般人とは比較にならないほど裕福な生活水準で暮らしている。貴族の大多数が19世紀をモチーフにした風俗をしており、仮面舞踏会を思わせる仮面をつけている。ダルシア、オーカム、ジャガラなどが貴族である。各勢力は物語進行の過程で敵対することになる。また、各勢力は空中艇や装甲車などを所有した軍事組織を持っている。また、貴族とは単なる身分・組織ではなく、人間とは異なる種族であることが本人達の会話からうかがえる。
人間
かつて狼が作ったとされる種族。また狼が長い年月を経て人間へと変わるパターンもある。現在でその事を知っている人間は皆無であり、完全に人間化した狼もそれを忘れている。

## スタッフ
- 原作 - BONES、信本敬子
- 監督 - 岡村天斎
- キャラクターデザイン - 川元利浩
- 美術デザイン - 岡田有章、武半慎吾
- メカニカルデザイン - 荒牧伸志
- 美術監督 - 森川篤
- 色彩設計 - 水田信子
- 撮影監督 - 荒川浩介
- 音響監督 - 若林和弘
- 音楽 - 菅野よう子
- プロデューサー - 南雅彦、高梨実、春名剛生
- アニメーション制作 - BONES
- 製作 - フジテレビ、ボンズ、バンダイビジュアル

## 主題歌
オープニングテーマ「stray」
作詞 - tim jensen / 作曲・編曲 - 菅野よう子 / 歌 - steve conte
エンディングテーマ「gravity」
作詞 - troy / 作曲・編曲 - 菅野よう子 / 歌 - 坂本真綾
エンディングテーマ「Tell Me What The Rain Knows」（26話）
作詞 - Chris Mosdell / 作曲・編曲 - 菅野よう子 / 歌 - 坂本真綾

## 各話リスト

### アニメ版
| 話数 | サブタイトル         | 脚本              | 絵コンテ   | 演出              | 作画監督                   | 放送日        |
| ---- | -------------------- | ----------------- | ---------- | ----------------- | -------------------------- | ------------- |
| 1    | 咆哮の街角           | 信本敬子          | 岡村天斎   | 武井良幸          | 川元利浩                   | 2003年1月7日  |
| 2    | 哭かないトオボエ     | 信本敬子          | 岡村天斎   | 佐藤育郎          | 小森高博                   | 2003年1月14日 |
| 3    | BAD FELLOW           | 信本敬子          | 岡村天斎   | 武井良幸          | 逢坂浩司                   | 2003年1月21日 |
| 4    | 荒野の傷跡           | 岡村天斎          | 安藤真裕   | 北村真咲          | 堀川耕一 ねこまたや        | 2003年1月28日 |
| 5    | 堕ちた狼             | 信本敬子 吉永亜矢 | 岡村天斎   | 佐藤育郎          | 富岡隆司                   | 2003年2月4日  |
| 6    | 受け継ぐもの         | 信本敬子          | 坂田純一   | 横山彰利          | 逢坂浩司                   | 2003年2月25日 |
| 7    | 花の少女             | 佐藤大            | 岡村天斎   | 武井良幸          | 斎藤恒徳                   | 2003年3月4日  |
| 8    | 眠りの歌             | 信本敬子          | 岡村天斎   | 北村真咲          | 堀川耕一                   | 2003年3月11日 |
| 9    | 疑惑                 | 佐藤大            | 坂田純一   | 神戸洋行          | 恩田尚之                   | 2003年3月18日 |
| 10   | MOON'S DOOM          | 大河内一楼        | 西村博之   | 佐藤育郎          | 富岡隆司                   | 2003年4月8日  |
| 11   | 消失点               | 佐藤大            | 岡村天斎   | 武井良幸          | 逢坂浩司                   | 2003年4月15日 |
| 12   | DON'T MAKE ME BLUE   | 信本敬子          | 安藤真裕   | 安藤真裕          | 堀川耕一                   | 2003年4月22日 |
| 13   | 男たちの哀歌         | 吉永亜矢          | 岡村天斎   | 澤井幸次          | 大澤聡 門智昭              | 2003年4月29日 |
| 14   | 没落の城             | 佐藤大            | 安田賢司   | 佐藤育郎          | 恩田尚之 中島利洋          | 2003年5月6日  |
| 15   | 灰色狼               | -                 | 武井良幸   | 武井良幸          | 斎藤恒徳                   | 2003年5月13日 |
| 16   | 夢の旅路             | -                 | 武井良幸   | 武井良幸          | 斎藤恒徳                   | 2003年5月20日 |
| 17   | 花の香り、狼の血     | -                 | 武井良幸   | 武井良幸          | 斎藤恒徳                   | 2003年5月27日 |
| 18   | 人・狼・月の書       | -                 | 岡村天斎   | 岡村天斎          | 斎藤恒徳                   | 2003年6月3日  |
| 19   | オアシスの夢         | 信本敬子          | 大塩万次郎 | 神戸洋行          | 富岡隆司                   | 2003年6月10日 |
| 20   | CONSCIOUSLY          | 信本敬子          | 岡村天斎   | 武井良幸          | 逢坂浩司 倉島亜由美        | 2003年6月17日 |
| 21   | 戦いの狼煙           | 佐藤大            | 坂田純一   | 森邦宏            | 水畑健二 ねこまたや        | 2003年6月24日 |
| 22   | 流星の破片           | 待田堂子          | 安藤真裕   | 安藤真裕          | 堀川耕一                   | 2003年7月1日  |
| 23   | 黒い街の鼓動         | 佐藤大            | 西村博之   | 佐藤育郎          | 菅野宏紀                   | 2003年7月8日  |
| 24   | 罠の匂い             | 浅川美也          | 岡村天斎   | 京田知己 安藤真裕 | 富岡隆司                   | 2003年7月15日 |
| 25   | 過ちの記憶           | 吉永亜矢          | 坂田純一   | 武井良幸          | 児山昌弘 伊藤岳史          | 2003年7月22日 |
| 26   | 月光炉               | 佐藤大            | 岡村天斎   | 岡村天斎          | 工原しげき 堀川耕一        | 2003年7月29日 |
| 27   | 魂の行方             | 信本敬子          | 安藤真裕   | 安藤真裕          | 富岡隆司                   | 2004年1月23日 |
| 28   | 悔恨の銃声           | 信本敬子          | 岡村天斎   | 佐藤育郎          | 堀川耕一                   | 2004年1月23日 |
| 29   | HIGH TIDE, HIGH TIME | 信本敬子          | 武井良幸   | 武井良幸          | 斎藤恒徳 富岡隆司          | 2004年2月25日 |
| 30   | WOLF'S RAIN          | 信本敬子          | 岡村天斎   | 岡村天斎          | 児山昌弘 吉田健一 川元利浩 | 2004年2月25日 |

### コミック版
| 話数 | サブタイトル |
| ---- | ------------ |
| 1    | 寄寓         |
| 2    | 楽園への鍵   |
| 3    | 要害離脱     |
| 4    | 孤独の城砦   |
| 5    | 風に舞う花   |
| 6    | 心酔の群れ   |
| 7    | 哀歌         |
| 8    | 空を仰ぐ墓標 |
| 9    | 導きの系譜   |
| 10   | 厭世の果て   |
| 11   | 雨           |

## 放送局
| 対象地域   | 放送局                  | 放送日時           | 備考                  |
| ---------- | ----------------------- | ------------------ | --------------------- |
| 関東広域圏 | フジテレビ（CX） 制作局 | 月曜 26:10 - 26:40 | 初回は26:40 - 27:10   |
| 福岡県     | テレビ西日本 （TNC）    | 水曜 25:25 - 25:55 | 2003年1月16日から放送 |
| 中京広域圏 | 東海テレビ（THK）       | 水曜 25:40 - 26:10 | 2003年1月16日から放送 |
| 北海道     | 北海道文化放送（uhb）   | 木曜 26:15 - 26:45 | 2003年1月17日から放送 |
| 近畿広域圏 | 関西テレビ（KTV）       | 火曜 26:36 - 27:06 | 1月22日から放送       |

| フジテレビ 火曜 2:10 - 2:40（月曜深夜）枠 | フジテレビ 火曜 2:10 - 2:40（月曜深夜）枠 | フジテレビ 火曜 2:10 - 2:40（月曜深夜）枠    |
| 前番組                                    | 番組名                                    | 次番組                                       |
| ----------------------------------------- | ----------------------------------------- | -------------------------------------------- |
| 超重神グラヴィオン                        | WOLF'S RAIN                               | フルメタル・パニック？ ふもっふ ※2:28 - 2:58 |

## 単行本
- WOLF'S RAIN 1 （講談社）2003年7月23日初版発行 ISBN 4063491390
- WOLF'S RAIN 2 （講談社）2004年2月23日初版発行 ISBN 4063491617

## ソフト化
DVD
日本ではバンダイビジュアルから単品DVDが全10巻、DVD-BOXが全1巻ずつ発売された。
BD
日本では未発売だが、アメリカでは発売に向けてアップコンバートを希望する連絡がボンズへ来たという。